# Degermyrtjärnen (Bygdeå socken, Västerbotten, 713609-174116)
Degermyrtjärnen är en sjö i Robertsfors kommun i Västerbotten och ingår i Rickleåns huvudavrinningsområde.